# Giuseppe Cigana
Giuseppe Cigana (puis Joseph Cigano à la suite de son déménagement en France), né le 14 septembre 1932 à Gaiarine (Vénétie) et mort le 2 décembre 2022 à Mourens, est un coureur cycliste italien puis français à partir de 1955, actif dans les années 1940 et 1950,.
Il est le grand-père de Thomas Boudat, aussi coureur cycliste et champion du monde de l'omnium en 2014. 

## Biographie
Né italien, il est naturalisé français en 1955. Son neveu Alain a également été coureur cycliste.

## Palmarès
- 1953
  - Tour de l'Orne :
    - Classement général
    - 3e étape
    - 1er du Prix Dewachter (2e : Félix Merino)[4]
- 1954
  - Circuit des Deux-Sèvres
  - Circuit de la Chalosse
  - 2e du Circuit de la Vienne
  - 2e de Manche-Océan
- 1956
  - Circuit de la Chalosse
- 1957
  - Circuit de la Chalosse

## Résultats sur les grands tours

### Tour de France
1 participation
- 1954 : hors délai (2e étape)